# Marcillé-la-Ville
Marcillé-la-Ville és un municipi francès situat al departament de Mayenne i a la regió de País del Loira. L'any 2007 tenia 831 habitants.

## Demografia

### Població
El 2007 la població de fet de Marcillé-la-Ville era de 831 persones. Hi havia 331 famílies de les quals 91 eren unipersonals (41 homes vivint sols i 50 dones vivint soles), 95 parelles sense fills, 124 parelles amb fills i 21 famílies monoparentals amb fills.
La població ha evolucionat segons el següent gràfic:
Habitants censats

### Habitatges
El 2007 hi havia 367 habitatges, 328 eren l'habitatge principal de la família, 15 eren segones residències i 24 estaven desocupats. 352 eren cases i 15 eren apartaments. Dels 328 habitatges principals, 248 estaven ocupats pels seus propietaris, 74 estaven llogats i ocupats pels llogaters i 7 estaven cedits a títol gratuït; 1 tenia una cambra, 12 en tenien dues, 49 en tenien tres, 92 en tenien quatre i 174 en tenien cinc o més. 272 habitatges disposaven pel capbaix d'una plaça de pàrquing. A 123 habitatges hi havia un automòbil i a 179 n'hi havia dos o més.

### Piràmide de població
La piràmide de població per edats i sexe el 2009 era:
| Homes | Edats   | Dones |
| ----- | ------- | ----- |
| 0     | 95 o +  | 0     |
| 0     | 90 a 94 | 0     |
| 0     | 85 a 89 | 4     |
| 4     | 80 a 84 | 0     |
| 16    | 75 a 79 | 24    |
| 16    | 70 a 74 | 12    |
| 16    | 65 a 69 | 32    |
| 12    | 60 a 64 | 20    |
| 8     | 55 a 59 | 12    |
| 24    | 50 a 54 | 24    |
| 16    | 45 a 49 | 16    |
| 28    | 40 a 44 | 20    |
| 40    | 35 a 39 | 36    |
| 16    | 30 a 34 | 44    |
| 48    | 25 a 29 | 24    |
| 20    | 20 a 24 | 4     |
| 12    | 15 a 19 | 20    |
| 20    | 10 a 14 | 40    |
| 44    | 5 a 9   | 32    |
| 24    | 0 a 4   | 36    |

## Economia
El 2007 la població en edat de treballar era de 504 persones, 393 eren actives i 111 eren inactives. De les 393 persones actives 380 estaven ocupades (198 homes i 182 dones) i 12 estaven aturades (6 homes i 6 dones). De les 111 persones inactives 54 estaven jubilades, 45 estaven estudiant i 12 estaven classificades com a «altres inactius».

### Ingressos
El 2009 a Marcillé-la-Ville hi havia 316 unitats fiscals que integraven 804 persones, la mediana anual d'ingressos fiscals per persona era de 15.642 €.

### Activitats econòmiques
Dels 24 establiments que hi havia el 2007, 1 era d'una empresa alimentària, 5 d'empreses de fabricació d'altres productes industrials, 7 d'empreses de construcció, 1 d'una empresa de comerç i reparació d'automòbils, 2 d'empreses de transport, 2 d'empreses d'hostatgeria i restauració, 1 d'una empresa financera, 2 d'empreses de serveis i 3 d'empreses classificades com a «altres activitats de serveis».
Dels 8 establiments de servei als particulars que hi havia el 2009, 1 era una oficina de correu, 1 paleta, 3 guixaires pintors, 1 fusteria i 2 perruqueries.
L'únic establiment comercial que hi havia el 2009 era una fleca.
L'any 2000 a Marcillé-la-Ville hi havia 48 explotacions agrícoles que ocupaven un total de 1.800 hectàrees.

## Equipaments sanitaris i escolars
El 2009 hi havia 2 escoles elementals.

## Poblacions més properes
El següent diagrama mostra les poblacions més properes.